# Zatypota talamancae
Zatypota talamancae är en stekelart som beskrevs av Gauld, Ugalde och Paul E. Hanson 1998. Zatypota talamancae ingår i släktet Zatypota och familjen brokparasitsteklar. Inga underarter finns listade i Catalogue of Life.